# Becky Kellar
Rebecca Kellar, detta Becky (1º gennaio 1975), è un'ex hockeista su ghiaccio canadese.
Ha vinto quattro medaglie olimpiche nell'hockey su ghiaccio con la nazionale femminile canadese. In particolare ha vinto tre medaglie d'oro, alle Olimpiadi invernali 2002 di Salt Lake City, alle Olimpiadi invernali 2006 di Torino e alle Olimpiadi invernali 2010 di Vancouver; mentre ha vinto la medaglia d'argento alle Olimpiadi invernali 1998 svoltesi a Nagano.
Nelle sue partecipazioni ai campionati mondiali ha conquistato quattro medaglie d'oro (1999, 2000, 2001 e 2004) e tre medaglie d'argento (2005, 2008 e 2009).